# Fernando Martins (canónigo)
Fernando Martins (nacido en Roriz, cerca de Viseu, 1423 - muerto más tarde de octubre de 1483) fue un clérigo y médico portugués que jugó un papel importante en el intercambio de conocimientos geográficos entre Portugal e Italia en la segunda mitad del siglo XV.
Cursó estudios de Teología, Arte y Medicina. En la década de los 1450 (no más tarde de 1456) se trasladó a Roma para incorporarse como médico al séquito del infante Dom Pedro, duque de Coímbra, obispo de Lisboa desde 1453 y cardenal desde 1456. En junio de 1459 Martins acompañó al cardenal portugués en una misión diplomática encomendada por el papa Pío II. Su objetivo era la corte imperial pero solo llegaron hasta Florencia porque en esta ciudad el cardenal enfermó y murió, el 27 de agosto de 1459. En los meses que pasó en Florencia, Martins conoció al astrólogo local Paolo Toscanelli.
Martins regresó después a Roma y pasó a formar parte, desde al menos 1461, del séquito de otro cardenal, Niccolò da Cusa. En su nuevo puesto, Martins recibió del papa numerosas prebendas económicas, incluyendo la canonjía de la catedral de Lisboa, la cual le aportaba una renta sustancial sin necesidad de hacer acto de presencia por Lisboa, El cardenal da Cusa nombró en su testamento albacea a Martins y a Toscanelli, que también se había incorporado a su séquito; y murió en agosto de 1464. Martins permaneció aun tres años más en Italia, entre Roma y Florencia, y en 1467 se embarcó de regreso a Portugal.
El rey Alfonso V de Portugal le pidió a Martins su parecer sobre los aspectos geográficos de la navegación a la India. Al parecer fue el mercader de origen florentino Bartolomeo Marchionni quien sugirió al monarca que le preguntara al clérigo. Se supone que Martins debió transmitirle la pregunta a su antiguo amigo Toscanelli, ya que Toscanelli le respondió con una carta, fechada a 25 de junio de 1474. En ella Toscanelli detalla su idea de alcanzar la India navegando hacia occidente en vez de circunnavegando África. Esta carta es muy famosa porque Cristóbal Colón tuvo más tarde acceso a ella gracias a Lorenzo Berardi, mercader florentino afincado en Lisboa cuyo hijo Juanoto colaboraría más tarde estrechamente con Colón en Sevilla. Colón copió el texto de la carta de Toscanelli en un folio en blanco de un libro que se conserva hoy día en la Biblioteca Colombina.
Consta que en 1476 Martins seguía en contacto con Florencia porque se ocupó desde Lisboa de la compra, para un sobrino suyo residente en Roma, de ciertos libros del florentino Giorgio Antonio Vespucci. Este último era un humanista de prestigio y tío y maestro del futuro descubridor Amerigo Vespucci.
A finales de 1483, Martins renunció a su cargo en la iglesia de San Martín de Pindo, en la diócesis de Viseu. No se sabe cuándo falleció.